# Amphoe Sam Phran
Sam Phran (en tailandés: สามพราน) es el distrito más meridional de la provincia de Nakhon Pathom en Tailandia.
El distrito fue escenario del considerado el peor incendio industrial de la historia. El 10 de mayo de 1993, un incendio destruyó una fábrica de juguetes local (Fábrica de Juguetes Kader), matando a 188 personas e hiriendo a otras 469.
Entre sus lugares de interés están Samphran Elephant Ground & Zoo (un zoológico centrado en elefantes y cocodrilos) y Wat Samphran, un templo budista con una torre alrededor de la cual está la estatua de un dragón.